# Silphium asperrimum
Silphium asperrimum là một loài thực vật có hoa trong họ Cúc. Loài này được Hook. miêu tả khoa học đầu tiên năm 1835.